# 古仁站
古仁站（韓語：고인역）是朝鮮民主主義人民共和國慈江道前川郡古仁劳动者区的一個鐵路車站，属于满浦线。

## 历史
- 1936年12月1日，开通使用。

## 邻近车站
满浦线
津坪站 - 古仁站 - 梨满站